# Podwyższenie Krzyża Świętego

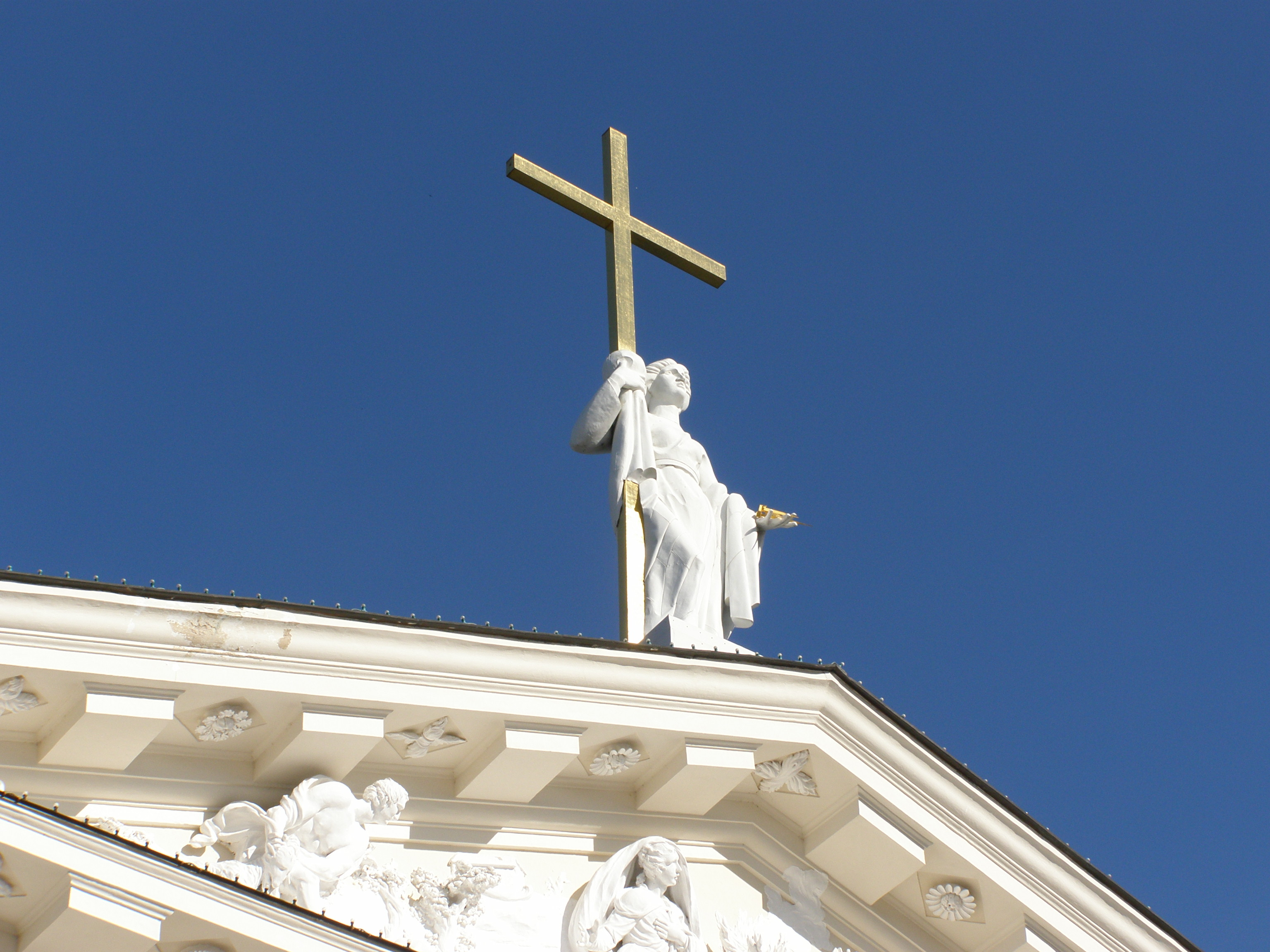
Święta Helena z Krzyżem – figura na fasadzie wileńskiej katedry

Podwyższenia Krzyża Świętego (także: Pańskiego) – święto obchodzone zarówno w Kościele zachodnim, jak i wschodnim, związane z tradycją odnalezienia relikwii krzyża, na którym umarł Jezus Chrystus. Jest on dla chrześcijan największą relikwią. Nabożeństwa ku jego czci sięgają początków chrześcijaństwa.
Przed reformą liturgii wrześniowe święto poświęcone było wspomnieniu „podwyższenia” Krzyża, zaś 3 maja cały Kościół czcił pamiątkę jego „znalezienia” (Znalezienie Krzyża Świętego). Papież św. Jan XXIII zniósł święto krzyża Chrystusowego obchodzone 3 maja jako niepotrzebne powtórzenie, a odnowiony kalendarz rzymski jako święto Podwyższenia Krzyża przyjął dzień 14 września. Liturgia Godzin przewiduje w tym dniu odśpiewanie w nieszporach hymnu ku czci Krzyża, Vexilla regis prodeunt.

## Znalezienie Krzyża Pańskiego
Tradycja przypisuje odnalezienie Krzyża św. Helenie, matce cesarza Konstantyna I Wielkiego, w 326 roku. Relikwie złożone zostały w bazylice Grobu Świętego w Jerozolimie. Od tamtej pory były uroczyście czczone przez wiernych przybywających z całego świata chrześcijańskiego. Okres ten zakończyło zdobycie Jerozolimy 20 maja 614 roku przez króla perskiego Chosrowa II Parwiza. Persowie zburzyli świątynię a relikwie Krzyża zabrali z Jerozolimy.
W 628 roku cesarz bizantyjski Herakliusz pokonał Persów i odzyskał święte relikwie. Cesarz sam wniósł je uroczyście do Jerozolimy, wchodząc do miasta przez Bramę Złotą. Jak mówi legenda, cesarz niosąc Krzyż ubrany był w drogocenne szaty i nie mógł go udźwignąć, aby wejść do miasta. Dopiero kiedy za poradą biskupa Jerozolimy Zachariasza zdjął bogaty strój i buty, wniósł Krzyż idąc boso aż do odbudowywanej po zniszczeniu Bazyliki.
Obecnie Krzyż Chrystusa (drobne fragmenty) – relikwie Krzyża świętego znajdują się w wielu kościołach świata i Polski.